# Xu Zhuoyi
Xu Zhuoyi (chinesisch 徐卓一 Xú Zhuōyī; * 21. August 2003 in Shanghai) ist ein chinesischer Hürdenläufer, der sich auf die 110-Meter-Distanz spezialisiert hat.

## Sportliche Laufbahn
Erste internationale Erfahrungen sammelte Xu Zhuoyi im Jahr 2023, als er bei den Asienmeisterschaften in Bangkok in 13,39 s auf Anhieb die Silbermedaille hinter dem Japaner Shunya Takayama gewann. Im Oktober gewann er dann bei den Asienspielen in Hangzhou in 13,50 s die Bronzemedaille hinter dem Japaner Takayama und Yaqoub Mohamed al-Youha aus Kuwait. Im Jahr darauf nahm er an den Olympischen Sommerspielen in Paris teil und schied dort mit 13,48 s im Halbfinale aus.

## Persönliche Bestzeiten
- 110 m Hürden: 13,22 s (−1,2 m/s), 29. Mai 2024 in Chongqing
  - 60 m Hürden (Halle): 7,72 s, 25. Februar 2023 in Chengdu